# Portåresystem
Det venøse blod fra abdomen og tarmen samles i portvenen (v. Portae) som går til leveren. I leveren forgrener portvenen (portåren) sig til et nyt kapillærnet, således to kapillærnet her optræder efter hinanden, adskilt af en vene.
Et sådant arrangement kaldes et portåresystem.
I kroppen findes der to forskellige portåresystemer. Det førnævnte i mave-tarmen, samt et i den endokrine kirtel, hypofysen.
| Anatomi | Spire Denne artikel om anatomi er en spire som bør udbygges. Du er velkommen til at hjælpe Wikipedia ved at udvide den. |